# Sinošević
Sinošević (cyr. Синошевић) – wieś w Serbii, w okręgu maczwańskim, w mieście Šabac. W 2011 roku liczyła 755 mieszkańców.